# Lucreaty Clark
Lucreaty J. Clark (9 de febrero de 1903 - mayo de 1986) fue una artista popular de Florida conocida por tejer cestas. Aprendió a tejer cestas de roble blanco de sus padres.
Clark nació el 9 de febrero de 1903 en la zona rural del Condado de Jefferson (Florida). Era una de las menores de dieciséis hermanos en una familia que trabajaba en plantaciones, recogiendo algodón y realizando otras tareas relacionadas con la granja. Aprendió a tejer cestas de roble blanco de sus padres, que a su vez aprendieron el oficio de sus padres. Los abuelos de Clark eran esclavos de la plantación Rindell, cerca de Monticello (Florida).
Clark se casó en 1925.

## Legado
James Dickerson, en un artículo para el Tallahassee Democrat describió la obra de Clark:
En la punta de los dedos lleva el recuerdo de una antigua artesanía africana que desaparece rápidamente de la faz del Panhandle de Florida. Los esclavos africanos, traídos en su día al Panhandle para trabajar en las plantaciones, fabricaban cestas para guardar el algodón recogido de los campos.
En 1985, Clark recibió el Premio al Patrimonio Folclórico de Florida.
Clark enseñó a su nieto, Alphonso Jennings, el arte de tejer cestas de roble blanco cuando era adolescente. Siguió perfeccionando esta habilidad en el Programa de Aprendizaje de Folklore de Florida de 1983 y continuó compartiendo conocimientos de cestería tras la muerte de Clark en 1986.

## Lectura adicional
- Dickerson, James, Basket Weaving Down-Home Style, Tallahassee Democrat, Capital City Publishing Company, 1949